# Kurt Ahrens junior

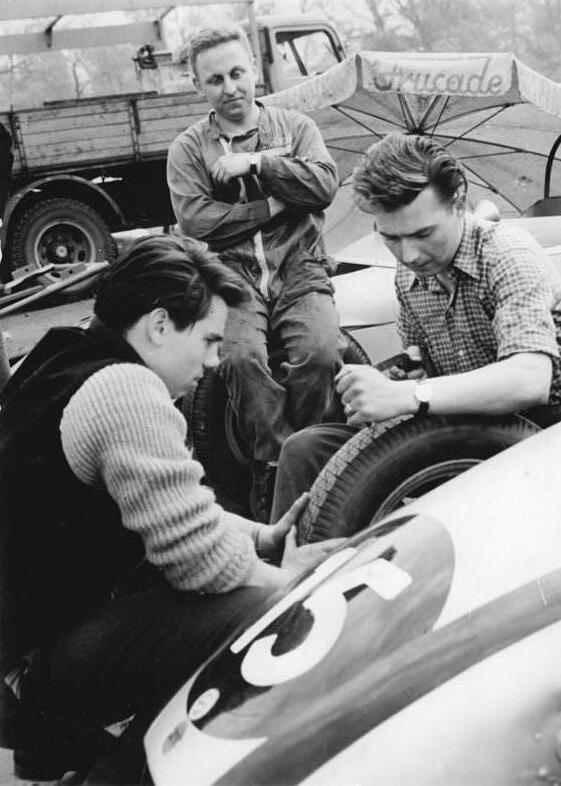
Kurt Ahrens (Bildmitte) beim Internationalen Rennen auf der Halle-Saale-Schleife am 23. April 1961

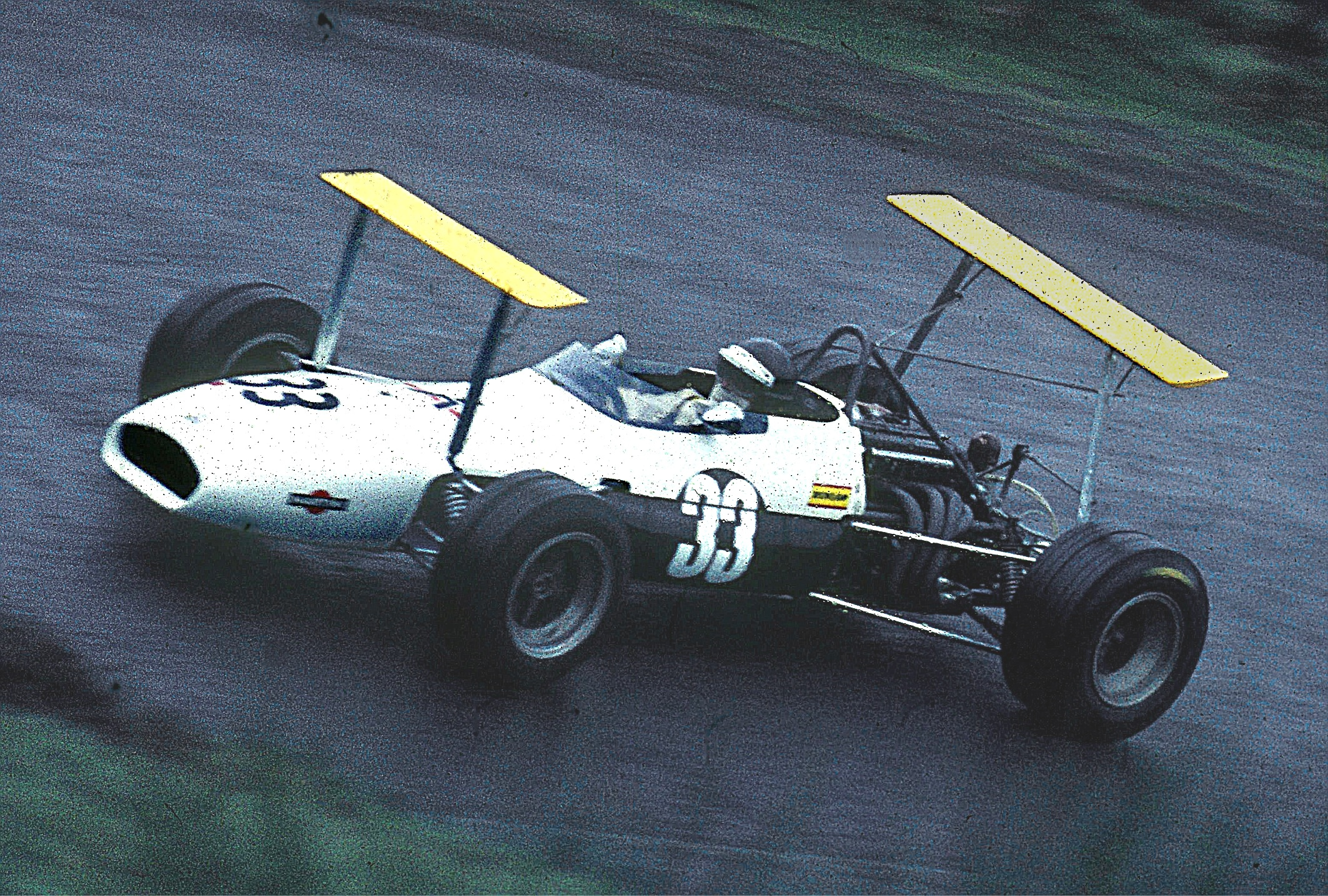
Kurt Ahrens 1969 auf Brabham BT30 beim Training zum Eifelrennen auf dem Nürburgring

Kurt Ahrens, genannt „Kurti“ oder „Kurtchen“ (* 19. April 1940 in Braunschweig), ist ein ehemaliger deutscher Rennfahrer. Er bestritt zwischen 1958 und 1971 etwa 240 Wettbewerbe, von denen er rund 70 gewann. Überwiegend startete er als Privatfahrer in Formel-Rennwagen. Aber er fuhr auch Sportwagenrennen in den Werksteams von Abarth und Porsche und bei BMW (Tourenwagen und Formel 2). Sein bedeutendster Erfolg war dabei der Sieg im Großen Preis von Österreich 1969 (gemeinsam mit Jo Siffert) auf Porsche 917; es war der erste Sieg für diesen danach äußerst erfolgreichen Porsche-Typ.

## Karriere

### Monopostosport
Kurt Ahrens junior fuhr 1958 und 1959 zunächst in der Formel 3, die damals für Wagen mit Motoren bis 500 cm³ Hubraum ausgeschrieben war. Von 1960 bis 1963 startete er in der Formel Junior (bis 1100 cm³), zunächst im Stanguellini, dann im Cooper. Ahrens wurde in dieser Kategorie 1961 und 1963 Deutscher Meister. In jenen Jahren fuhr er 25 Siege heraus. In dieser Zeit startete auch noch sein Vater Kurt Ahrens senior (Jahrgang 1908) in denselben Rennen wie der Sohn (auf Lotus, Lola, Cooper). Das „Vater-Sohn-Team“ galt als Publikumsattraktion in jenen Jahren. Nach einem Unfall im Avus-Rennen 1963 hängte der Vater „den Sturzhelm an den Nagel“.
Von 1964 bis 1969 fuhr Kurt Ahrens junior regelmäßig auch als Privatfahrer in der Formel 2 (1964 noch auf Cooper, ab 1965 ausschließlich Brabham).
Da die Zahl der Formel-2-Rennen in Europa relativ gering war, fuhr Ahrens zwischen 1965 und 1967 außerdem noch in der Formel 3, was ziemlich ungewöhnlich war. So wurde er 1965 Deutscher Formel-3-Meister und 1967 auf dem Hockenheimring Formel-3-Nationen-Cup-Sieger sowie Sieger des internationalen ADAC-Avus-Rennens mit einem Formel-3-Brabham BT21, das war der siebte Sieg, den Ahrens junior zwischen 1963 und 1967 in der Formel Junior, in der Formel 3 und auf Abarth-Tourenwagen auf der Avus herausfahren konnte. Das doppelte Engagement (F2/F3) entstand unter anderem auch dadurch, dass weit entfernt liegende F2-Rennen wie etwa Enna, Rom oder Albi für Ahrens junior nicht in Betracht kamen. Denn er arbeitete noch im elterlichen Geschäft mit (Schrotthandel) und der Vater erwartete vom Sohn, „am Montagmorgen um 7 Uhr“ stets wieder im Geschäft zu sein. Deshalb kam es 1967 zum Vater-Sohn-Disput, mit dem Ergebnis, dass der Sohn freie Hand bekam.
So konzentrierte sich Kurt Ahrens junior 1968 voll auf die Formel 2, in der damals stets auch die Grand-Prix-Elite startete. Und Ahrens hielt auf seinem privaten Brabham-Ford mit der Elite voll mit. Er war beispielsweise im Eifelrennen auf dem Nürburgring Zweiter hinter Chris Irwin, im Preis von Madrid in Jarama Dritter hinter Jean-Pierre Beltoise und Jochen Rindt, beim Rhein-Pokal-Rennen in Hockenheim Dritter hinter Jochen Rindt und Jackie Oliver. Der Einlauf in einem Formel-2-Lauf bei der London-Trophy in Crystal-Palace bestätigte sein fahrerisches Können, als er Platz eins vor Brian Redman und Clay Regazzoni belegte. Beim Formel-2-Lauf des Eifelrennens 1968 auf der Südschleife des Nürburgrings fuhr er mit einem Brabham BT23 die 30 Runden bzw. 232,410 km in 1:25:35,2 Stunden und kam 25,4 Sekunden nach dem Sieger Chris Irwin ins Ziel.
Im gleichen Jahr bekam Ahrens von Jack Brabham das Angebot, beim Großen Preis von Deutschland auf dem Nürburgring einen Formel-1-Brabham zu fahren, neben Jack Brabham und Jochen Rindt. Ahrens beendete diesen von Unwettern bestimmten Grand-Prix mit einem nicht optimal laufenden Wagen auf Rang 12. Das Angebot, weitere Formel-1-Rennen zu fahren, lehnte er ab; Grund: Die Familie habe Vorrang und die weiten Flugreisen missfielen ihm.

### Erfolge im Sportwagen und Starts in der Formel 2 beim Großen Preis von Deutschland
Ebenfalls 1968 bot Porsche ihm einen Start beim Großer Preis von Österreich an. Das Prädikat wurde von 1965 bis 1969 für ein Sportwagenrennen vergeben; im Porsche 908 wurde er gemeinsam mit Hans Herrmann Zweiter. Anschließend offerierte Porsche einen Vertrag für die Sportwagen-Weltmeisterschaftsläufe der Saison 1969 in deren Verlauf der neue Porsche 917 mit Zwölfzylindermotor auch auf schnellen Strecken Gesamtsiege für die Zuffenhausener einfahren sollte. Ahrens akzeptierte, fuhr aber nebenbei weiterhin seinen privaten Formel-2-Brabham. Die Porsche-Saison verlief größtenteils erfolgreich: im 908 Zweiter in Monza, dritte Plätze in Sebring, Spa und auf dem Nürburgring, dann endlich der erste Sieg eines Porsche 917 auf dem Österreichring. Hinzu kamen erste Plätze in Salzburg und in Wunstorf auf 908. Auch 1970 fuhr Ahrens weiter für Porsche-Salzburg und gewann unter anderem gemeinsam mit Vic Elford auf einem Porsche 908/3 das 1000-Kilometer-Rennen auf dem Nürburgring. Beim Zeltweg-Rennen im Spätherbst 1970 lagen Kurt Ahrens/Helmut Marko ebenfalls in Führung, bis sie ohne Benzin ausfielen, weil der Kraftstoffverbrauch falsch berechnet war. In Le Mans 1970 erzielten Ahrens/Elford im weiß-roten Langheck-917 mit 3:19,08 Minuten (Schnitt 242,685 km/h) die schnellste Trainingszeit und führten im Regen bis zur 18. Rennstunde und dem Ausfall des auf 4,9 Liter vergrößerten Motors. Da der Ahrens/Elford-Wagen am Start in der Spitzengruppe war, ist er im Steve-McQueen-Film „Le Mans“ prominent im Bild, obwohl nicht Teil der fiktiven Handlung. Die Szene ,in der der weiße 917LH auf der Geraden die Führung von den hellblauen Gulf-Porsche übernahm, wurde allerdings mit Herbert Linge am Steuer aufwendig nachgestellt.
Außer in Sportwagenrennen startete Ahrens dreimal im Formel-2-Wagen beim Großen Preis von Deutschland auf dem Nürburgring. Wegen der sonst zu kleinen Starterfelder auf der 22,8 km langen Strecke wurden in den 1960er-Jahren auch Fahrzeuge aus der damaligen Formel 2 zum Start zugelassen. Ahrens nahm in den Jahren 1966, 1967 und 1969 auf Brabham und Protos-F2 an den Weltmeisterschaftsläufen teil, konnte sich jedoch in keinem dieser Rennen in den Punkterängen platzieren. 1969 wurde er mit einer Runde Rückstand Siebter im Gesamtklassement und Dritter der Formel-2-Wertung.

## Rücktritt vom Motorsport
Nach einem zweiten Rang mit Jo Siffert im 917 in Kyalami, Südafrika und einem Tourenwagenrennen in Brünn Ende 1970 erklärte Ahrens im Alter von 30 Jahren verhältnismäßig jung und auf dem Höhepunkt seiner Laufbahn den Rücktritt vom aktiven Rennsport, um sich mehr seiner Frau und seinen vier Kindern zu widmen, zwei Söhnen und zwei Töchtern, wie auch die Eisenhandlung seines Vaters zu übernehmen, in der er schon während seiner Zeit als Rennfahrer zeitweise gearbeitet hatte. Die vielen Todesstürze seiner ehemaligen Freunde und Konkurrenten wie Jochen Rindt, Jim Clark, Gerhard Mitter, Lorenzo Bandini, Ludovico Scarfiotti, Jo Schlesser, Mike Spence und vieler anderer sowie ein eigener schwerer Unfall am 6. April 1970 trugen zu seiner Entscheidung bei. Es war sein einziger schwerer Unfall in zwölf Jahren Motorsport, als er bei einer Probefahrtauf der VW-Versuchsstrecke in Ehra-Lessien mit einem Porsche 917 auf Aquaplaning mit etwa 250 km/h in die Leitplanken geraten, allerdings unverletzt geblieben war. Zitat von Kurt Ahrens: „Ich wollte überleben.“
Nach seinem Rücktritt wurde Ahrens nur ein einziges Mal „rückfällig“. 1971 startete er in einem Ford-Werks-Capri noch einmal beim Europameisterschaftslauf der Tourenwagen in Brünn. Der Grund: Das war die einzige Möglichkeit, dass seine aus Dresden stammende Frau Renate ihre in der DDR lebenden Eltern treffen konnte.

## Statistik

### Le-Mans-Ergebnisse
| Jahr | Team                       | Fahrzeug     | Teamkollege    | Platzierung | Ausfallgrund |
| ---- | -------------------------- | ------------ | -------------- | ----------- | ------------ |
| 1969 | Porsche System Engineering | Porsche 917  | Rolf Stommelen | Ausfall     | Ölleck       |
| 1970 | Porsche KG Salzburg        | Porsche 917L | Vic Elford     | Ausfall     | Motorschaden |

### Sebring-Ergebnisse
| Jahr | Team                            | Fahrzeug       | Teamkollege  | Teamkollege    | Platzierung | Ausfallgrund |
| ---- | ------------------------------- | -------------- | ------------ | -------------- | ----------- | ------------ |
| 1969 | Porsche System Engineering Ltd. | Porsche 908/02 | Joe Buzzetta | Rolf Stommelen | Rang 3      |              |
| 1970 | Porsche Audi                    | Porsche 917K   | Vic Elford   |                | Ausfall     | Unfall       |

### Einzelergebnisse in der Sportwagen-Weltmeisterschaft
| Saison | Team                    | Rennwagen                                 | 1   | 2   | 3   | 4   | 5   | 6   | 7   | 8   | 9   | 10  | 11  | 12  | 13  | 14  | 15  | 16  | 17  | 18  | 19  | 20  | 21  | 22  |
| ------ | ----------------------- | ----------------------------------------- | --- | --- | --- | --- | --- | --- | --- | --- | --- | --- | --- | --- | --- | --- | --- | --- | --- | --- | --- | --- | --- | --- |
| 1962   | Anton Fischhaber        | Alfa Romeo Giulietta                      | DAY | SEB | SEB | MAI | TAR | BER | NÜR | LEM | TAV | CCA | RTT | NÜR | BRI | BRI | PAR |     |     |     |     |     |     |     |
| 1962   | Anton Fischhaber        | Alfa Romeo Giulietta                      |     |     |     | DNF |     |     |     |     |     |     |     |     |     |     |     |     |     |     |     |     |     |     |
| 1963   | Dieter Bohnhorst        | BMW 700                                   | DAY | SEB | SEB | TAR | SPA | MAI | NÜR | CON | ROS | LEM | MON | WIS | TAV | FRE | CCE | RTT | OVI | NÜR | MON | MON | TDF | BRI |
| 1963   | Dieter Bohnhorst        | BMW 700                                   |     |     |     |     |     |     |     |     |     |     |     |     |     |     | 16  |     |     |     |     |     |     |     |
| 1964   | Abarth                  | Abarth-Simca 1300 Bialbero                | DAY | SEB | TAR | MON | SPA | CON | NÜR | ROS | LEM | REI | FRE | CCE | RTT | SIM | NÜR | MON | TDF | BRI | BRI | PAR |     |     |
| 1964   | Abarth                  | Abarth-Simca 1300 Bialbero                |     |     |     |     |     |     | DNF |     |     |     |     |     |     |     | 3   |     |     |     |     |     |     |     |
| 1965   | Abarth                  | Abarth 1600 OT Abarth-Simca 1300 Bialbero | DAY | SEB | BOL | MON | MON | RTT | TAR | SPA | NÜR | MUG | ROS | LEM | REI | BOZ | FRE | CCE | OVI | NÜR | BRI | BRI |     |     |
| 1965   | Abarth                  | Abarth 1600 OT Abarth-Simca 1300 Bialbero |     |     |     |     |     |     |     |     | DNF |     |     |     |     |     |     |     |     | 4   |     |     |     |     |
| 1966   | Abarth                  | Abarth 1300 OT                            | DAY | SEB | MON | TAR | SPA | NÜR | LEM | MUG | CCE | HOK | SIM | NÜR | ZEL |     |     |     |     |     |     |     |     |     |
| 1966   | Abarth                  | Abarth 1300 OT                            |     |     | 14  |     |     |     |     |     |     |     |     |     |     |     |     |     |     |     |     |     |     |     |
| 1967   | Porsche Abarth          | Porsche 910 Abarth 1300 GT                | DAY | SEB | MON | SPA | TAR | NÜR | LEM | HOK | MUG | BRH | CCE | ZEL | OVI | NÜR |     |     |     |     |     |     |     |     |
| 1967   | Porsche Abarth          | Porsche 910 Abarth 1300 GT                |     |     |     |     |     | DNF |     | DNF |     |     |     |     |     |     |     |     |     |     |     |     |     |     |
| 1968   | Porsche                 | Porsche 908                               | DAY | SEB | BRH | MON | TAR | NÜR | SPA | WAT | ZEL | LEM |     |     |     |     |     |     |     |     |     |     |     |     |
| 1968   | Porsche                 | Porsche 908                               |     |     |     |     |     | 2   |     |     |     |     |     |     |     |     |     |     |     |     |     |     |     |     |
| 1969   | Porsche                 | Porsche 908 Porsche 917                   | DAY | SEB | BRH | MON | TAR | SPA | NÜR | LEM | WAT | ZEL |     |     |     |     |     |     |     |     |     |     |     |     |
| 1969   | Porsche                 | Porsche 908 Porsche 917                   | DNF | 3   |     | 2   |     | 3   | 3   | DNF |     | 1   |     |     |     |     |     |     |     |     |     |     |     |     |
| 1970   | Porsche Holding Porsche | Porsche 917 Porsche 908                   | DAY | SEB | BRH | MON | TAR | SPA | NÜR | LEM | WAT | ZEL |     |     |     |     |     |     |     |     |     |     |     |     |
| 1970   | Porsche Holding Porsche | Porsche 917 Porsche 908                   | DNF | DNF |     | DNF |     | 3   | 1   | DNF | 6   | DNF |     |     |     |     |     |     |     |     |     |     |     |     |